# Емерик Фејеш
Емерик Фејеш (Осијек, 3. новембар 1904 – Нови Сад, 9. јул 1969) био је српски сликар, светски класик наивне уметности.

## Биографија
Почев од пете године, када са родитељима прелази у Србију, свој животни и стваралачки век проводи у Новом Саду (Србија), где и почиње да се бави сликарством 1949, након одласка у инвалидску пензију, пошто је тешко оболео. Између два светска рата ради као дугметар, старетинар, чешљар, трговачки помоћник, стругар у разним градовима бивше Југославије. За време Другог светског рата живи у прогнанству у Мађарској да би се 1945. вратио у Нови Сад где и остаје до краја живота. Умро је 1969. у Новом Саду (Србија).

## Стил
Почео је сликањем актова, портрета, мртвих природа и жанр сцена из приградског живота да би се од 1954. готово искључиво бавио урбаним пејзажом. Први пут излаже 1955. године, а самостално 1956. године. Протагонист је урбаног пејзажа у наивној и маргиналној уметности јужнословенских простора. Упркос великој слободи у третирању предоченог и врло стилизованог поступка, његове композиције не излазе из домена конкретног и препознатљивог, јер му као предлошци служе црно-беле разгледнице велелепних грађевина, које је отискивао преко индига, а затим увећавао на папиру, додавши увек нешто своје из маште. Реални изглед и колорит грађевина подређени су уметниковој машти, па су често врло удаљени од извора инспирације. Слика градове Јадрана, Северног мора, Енглеске, Немачке, Холандије, Швајцарске, Француске, Индије итд. Дефинисање сводова и архитрава фризом домина, разбацених шарених дугмади уместо окулуса указује на сву његову луцидност. Неодољивом жељом да постојеће улепша, да сиво оживи бојом, он користи топле, звучне, фовистички снажне боје. 
Одсуство наративности, т.ј. апстрактност форми, колорита, склоност геометризму, снажна ритмизација и стилизација свега предоченог, плошност и орнаментизам указују на модеран сензибилитет ликовности Емерика Фејеша – нагонски спознат. Фигура није била у свери његовог интересовања, већ игра тесера, својеврсни буги-вуги, којим је градио јединствене, ведре кулисе, пуне рапсодије облика и боја иза којих се усамљен, болестан и крхк крио, као мали, сиви завртањ у машинерији mainstream/a који меље све пред собом. Живео је у свом свету инфантилне игре боје и линије у пространствима вечног детињства. За живота није био нарочито запажен. Његово сликарство, прихваћено је од стране јавности, много година касније. Данас се сматра светским класиком.

## Изложбе
Излагао је широм света своје урбане легенде, за које је више пута добијао награде и признања. Највећа и најрепрезентативније колекције његових слика налазе се у Музеју наивне и маргиналне уметности у Јагодини, Србија; Хрватском музеју наивне умјетности, Загреб, Хрватска; Галерији Elke und Werner Zimmer, Düsseldorf; и Galerie Charlotte Zander, Bönningheim, Немачка итд.

## Галерија
- Биг-бен, Парламент у Лондону, око 1962. МНМУ, Јагодина
- Нотр-дам у Паризу, око 1962. МНМУ, Јагодина
- Стари Београд, око 1960. МНМУ, Јагодина
- Венеција, око 1966. МНМУ, Јагодина
- Вормс, око 1963. МНМУ, Јагодина